# Omo-Oba Adenrele Ademola
La princesse Adenrele Ademola ou Omo-Oba Adenrele Ademola, née le 2 janvier 1916, est une princesse et infirmière nigériane, Elle suit une formation d'infirmière à Londres dans les années 1930 et y travaille jusqu'à la Seconde Guerre mondiale. Elle fait l'objet d'un film, Nurse Ademola, réalisé par la Colonial Film Unit (en) et désormais considéré comme perdu.

## Biographie
Omo-Oba Adenrele Ademola est née au Nigeria le 2 janvier 1916 et est la fille de Ladapo Ademola (en), l'Alake d'Abeokuta. Elle arrive en Grande-Bretagne le 29 juin 1935 et séjourne d'abord au foyer du West African Students' Union (en) à Camden Town. En 1937, elle assiste à des rendez-vous royaux en Grande-Bretagne avec son père et son frère, Adetokunbo Ademola. Elle fréquente une école dans le Somerset pendant deux ans et, en janvier 1938, commence une formation d'infirmière au Guy's Hospital. En 1941, elle devient infirmière chez Guy. Plus tard, elle obtient également les qualifications du Central Midwives Board et travaille à la maternité de Queen Charlotte et à l'hôpital New End.
Les patients d'Ademola l'appellent apparemment « fée » comme terme d'affection. « Tout le monde a été très gentil avec moi », a-t-elle déclaré à l'époque aux journalistes.
Une photographie d'Ademola apparaît dans une brochure de 1942 sur l'activité internationale de la BBC. Le film de George Pearson sur elle, Nurse Ademola, est désormais perdu. Réalisé en 1943 ou 1944-1945, il s'agit d'un film d'actualités muet de 16 mm dans une série pour la Colonial Film Unit intitulée The British Empire at War. Le film est projeté dans toute l'Afrique de l'Ouest et aurait inspiré de nombreux téléspectateurs africains pour l'effort de guerre impérial.
En 1948, elle voyage avec l'homme d'affaires Adeola Odutola (en). On sait peu de choses sur son activité après les années 1940, la dernière trace d'elle datant de 1949, alors qu'elle travaille comme infirmière à South Kensington,.